# Del Beshore
Delmer "Del" Beshore (nacido el 29 de noviembre de 1956 en Mechanicsburg, Pensilvania) fue un jugador de baloncesto estadounidense que disputó dos temporadas en la NBA, además de jugar en la liga italiana y en diversas ligas menores de su país. Con 1,80 metros de estatura, juega en la posición de base.

## Trayectoria deportiva

### Universidad
Jugó durante cuatro temporadas con los Vulcans de la Universidad de California, Pennsylvania, en las que promedió 19,7 puntos y 3,4 rebotes por partido. Es, hasta 2012, el único jugador procedente de dicha universidad en llegar a jugar en las grandes ligas profesionales de su país.

### Profesional
Tras no ser elegido en el Draft de la NBA de 1978, fichó como agente libre por los Milwaukee Bucks, con los que únicamente llegó a disputar un minuto en un partido ante Phoenix Suns.
Tras ser despedido, jugó en los Fresno Stars de la efímera WBA, siendo elegido en el mejor quinteto de la competición. Al año siguiente fichó por los Chicago Bulls, donde disputó una temporada completa, en la que promedió 3,6 puntos y 2,0 asistencias por partido.
En 1980 fue incluido en el draft de expansión que se celebró por la llegada de nuevos equipos a la liga, siendo elegido por los Dallas Mavericks, quienes finalmente descartaron su contratación. Fichó entonces por el Basket Rimini de la Serie A2 italiana, donde disputó dos temporadas en las que promedió 18,0 puntos y 3,0 asistencias por partido.
De vuelta en su país, acabó su trayectoria profesional jugando en ligas menores.

## Estadísticas de su carrera en la NBA

### Temporada regular
| Temporada | Edad | Equipo          | Liga | P  | TIT | MIN  | TC  | TCA | %TC  | 3P  | 3PA | %3P  | TL  | TLA | %TL  | R.OF. | R.DEF. | REB | ASIS | ROB | TAP | PER | FP  | PTS |
| 1978-79   | 22   | Milwaukee Bucks | NBA  | 1  |     | 1.0  | 0.0 | 0.0 |      |     |     |      | 0.0 | 0.0 |      | 0.0   | 0.0    | 0.0 | 0.0  | 0.0 | 0.0 | 0.0 | 0.0 | 0.0 |
| 1979-80   | 23   | Chicago Bulls   | NBA  | 68 |     | 12.8 | 1.3 | 3.7 | .352 | 0.1 | 0.4 | .385 | 0.9 | 1.3 | .667 | 0.2   | 0.7    | 0.9 | 2.0  | 0.9 | 0.1 | 1.5 | 1.5 | 3.6 |
| Total     |      |                 | NBA  | 69 |     | 12.6 | 1.3 | 3.6 | .352 | 0.1 | 0.4 | .385 | 0.8 | 1.3 | .667 | 0.2   | 0.7    | 0.9 | 2.0  | 0.8 | 0.1 | 1.5 | 1.5 | 3.5 |